# فيبي دينيفور
فيبي دينيفور هي ممثلة إنجليزية ولدت في 17 أبريل 1995.

## روابط خارجية
- فيبي دينيفور على موقع IMDb (الإنجليزية)
- فيبي دينيفور على موقع قاعدة بيانات الفيلم (الإنجليزية)
- فيبي دينيفور على موقع كينوبويسك (الروسية)